# Pergamino Asociado
El Pergamino  es un club de fútbol argentino fundado en 1905. Desde su centenario, en el año 2005, organiza la Copa Bonaerense, de la que fue campeón en 2006.

## Estadio
Este estadio es también conocido como El Tercero, debido a estar muchas veces en la tercera división argentina y El Brasilero por tener muchos jugadores de origen brasilero.

## Datos del club
- Temporadas en 3ª: 47
  - Mejor puesto en la liga: 1º (Apertura 1997)
  - Mayor goleada conseguida: Pergamino 6-0 Pehuajó AF (1996)
  - Mayor goleada recibida: Huracán 9-0 Pergamino (1970)
- Máximo goleador: Esteban Fuente (104 goles)
- Más partidos disputados:  Franco Hejduk (263 partidos)

## Palmarés

### Torneos amistosos
- Copa Bonaerense: 2006

- Datos: Q9058459